# Metternichia princeps
Metternichia princeps är en potatisväxtart som beskrevs av Mikan. Metternichia princeps ingår i släktet Metternichia och familjen potatisväxter. Utöver nominatformen finns också underarten M. p. macrocalyx.